# Ilham Tohti
Ilham Tohti (em uigur:  ئىلھام توختى; Chinese 伊力哈木·土赫提; nascido em 25 de outubro de 1969) é um economista uigur cumprindo prisão perpétua na China, sob acusações relacionadas ao movimento separatista. Ele é um defensor público da implementação de leis de autonomia regional na China, foi o dono do Uyghur Online, um site fundado em 2006 que discute as questões uigur, e é conhecido por sua pesquisa sobre as relações uigur-han. Ilham foi convocado de sua casa em Pequim e detido logo após os distúrbios de Ürümqi de julho de 2009 pelas autoridades por causa de suas críticas às políticas do governo chinês em relação aos uigures em Sinquião. Ilham foi libertado em 23 de agosto após pressão e condenação internacional. Ele foi preso novamente em janeiro de 2014 e encarcerado após um julgamento de dois dias. Por seu trabalho em face da adversidade, ele recebeu o Prêmio PEN / Barbara Goldsmith Freedom to Write (2014), o Prêmio Martin Ennals (2016), o Prêmio Václav Havel de Direitos Humanos (2019) e o Prêmio Sakharov (2019). Ilham é visto como um moderado e acredita que Xinjiang deve ter autonomia de acordo com princípios democráticos.

## Vida
Ilham nasceu em Artush, região autônoma de Xinjiang Uyghur, China, em 25 de outubro de 1969, Ele se formou na Northeast Normal University e na Escola de Economia na então chamada Universidade Central de Nacionalidades, agora chamada de Minzu University of China (MUC ), em Pequim. Sua profissão era economia.

Sempre existiram tensões entre os chineses Han e os Uigurs. Mas elas nunca levaram à um ódio mútuo. Eu acredito que a confiança entre a minoria Uigur e os chineses Han está agora destruída. Eu também acredito que um ódio étnico esta tomando forma. Se Pequim nao trouxer a situaçao sob controle e continuar a se comportar como um poder colonial, nos vamos continuar a testemunhar tragédias como essa
- Ilham Tohti, em um estrevista com a DW em 2009, apos a revolta de Urumqi.
As autoridades o acusaram de usar suas palestras para incitar a violência para derrubar o atual governo da República Popular da China e de participar de atividades separatistas. De acordo com as informações públicas limitadas sobre o julgamento, o promotor afirmou que Ilham Tohti mencionou várias vezes "não pense [que] protestos violentos são atividades terroristas" durante suas palestras no MUC. A mídia estatal afirmou que Ilham Tohti usou o caso "23 de abril" para defender abertamente a violência, e usou discursos de ódio durante suas palestras como em "Usando violência luta contra a violência, eu os admiro como heróis", "Uma pessoa pacífica como eu pode matar e resistir". Tohti negou essas afirmações.
Em 2006, Ilham fundou um site chamado Uyghur Online, que publicava artigos em chinês e uigur sobre questões sociais. Em meados de 2008, as autoridades fecharam o site, acusando-o de forjar links com extremistas da diáspora uigur. Em uma entrevista de março de 2009 à Radio Free Asia, Ilham criticou a política do governo chinês de permitir que trabalhadores migrantes entrem na Região Autônoma Uigur de Sinquiao e o fenômeno das jovens mulheres uigures que se mudam para o leste da China em busca de trabalho. Além disso, ele criticou o governador uigur de Sinquiao, Nur Bekri, por "sempre enfatizar a estabilidade e segurança de Xinjiang" em vez de "se importar com o uigurs" pedindo uma interpretação mais rigorosa da Lei de Autonomia Étnica Regional da China de 1984. No mesmo mês, Ilham foi detido pelas autoridades, acusado de separatismo, e interrogado.
A China criou em Ilham Tohti "um Uighur Mandela", ao prendê-lo pelo resto da vida em setembro de 2014, como escreveu o acadêmico Wang Lixiong em uma mensagem no Twitter. A agência de notícias estatal chinesa Xinhua rejeitou a comparação, alegando que "enquanto Mandela pregava a reconciliação, Ilham Tohti prega o ódio e a matança".

## Detenções
Em 5 de julho de 2009, ocorreram distúrbios étnicos entre uigures e han em Ürümqi, capital de Xinjiang. O governo informou que mais de 150 pessoas, a maioria chineses han, foram mortas durante os confrontos. Muitos uigures afirmam que os números do governo não levam em conta os uigures mortos por vigilantes e forças de segurança Han. O governador Nur Bekri afirmou em um discurso em 6 de julho que o Uighur Online espalhou rumores que contribuíram para os distúrbios. As autoridades evitaram a discussão de questões como os limites da prática religiosa uigur, a assimetria de oportunidades econômicas para han e uigures, a supressão da língua uigur ou o aumento da imigração han em uma província de maioria uigur.
Em 8 de julho de 2009, a Radio Free Asia informou que o paradeiro de Ilham era desconhecido depois que ele foi convocado de sua casa em Pequim. O dissidente chinês Wang Lixiong e sua esposa ativista tibetana Woeser iniciaram uma petição online pedindo a libertação de Ilham, que foi assinada por outros dissidentes, incluindo Ran Yunfei. PEN American Center, Amnistia Internacional e Repórteres Sem Fronteiras também emitiram apelos ou declarações de preocupação.
Ilham foi libertado da prisão em 23 de agosto, junto com dois outros dissidentes chineses, Xu Zhiyong e Zhuang Lu, após pressão sobre Pequim da administração do presidente americano Barack Obama. Ilham disse que durante sua detenção, ele foi confinado em sua casa e em um hotel com vários policiais que não o trataram de forma desumana. Ele afirmou que, após sua libertação, eles o advertiram contra as críticas à forma como o governo lidou com os distúrbios, e impediram que ele e sua família deixassem Pequim.
As autoridades chinesas prenderam e detiveram Ilham novamente em janeiro de 2014 e removeram os computadores de sua casa. Ele foi detido em um centro de detenção a milhares de quilômetros de Pequim, na Região Autônoma Uigur de Xinjiang. De acordo com o comunicado do PEN, Ilham foi "há muito perseguido pelas autoridades chinesas por suas opiniões francas sobre os direitos da minoria uigur muçulmana da China. Ilham representa uma nova geração de escritores ameaçados que usam a web e as mídias sociais para lutar contra a opressão e se comunicar para as partes interessadas em todo o mundo. Esperamos que esta honra ajude a despertar as autoridades chinesas para a injustiça que está sendo perpetrada e galvanize a campanha mundial para exigir a liberdade de Ilham."
O Ministério das Relações Exteriores da China expressou raiva com o prêmio, dizendo que ele era um suspeito de crime.
Após uma audiência de dois dias no Tribunal Popular Intermediário de Ürümqi em setembro de 2014, Ilham foi considerado culpado de "separatismo", e sentenciado à prisão perpétua, o tribunal ordenou tambem que todos os bens de Ilham fossem apreendidos. A Amnistia Internacional afirmou que a equipe jurídica de Ilham nunca apresentou provas e, além disso, negou o acesso ao seu cliente durante seis meses, a organizaçao condenou o julgamento como uma "afronta à justiça". Sua prisão é criticada por várias organizações de direitos humanos em todo o mundo; como a Electronic Frontier Foundation.
Em 24 de setembro de 2014, o secretário de Estado dos Estados Unidos, John Kerry, criticou o que chamou de sentença 'dura' e pediu a libertação de Ilham.
Em 2021, a China negou o pedido de um grupo de embaixadores de países da União Europeia para visitar Ilham Tohti com as autoridades chinesas, citando sua condição de condenado como a razão pela qual não poderiam se reunir com ele.

## Prêmios e reconhecimento

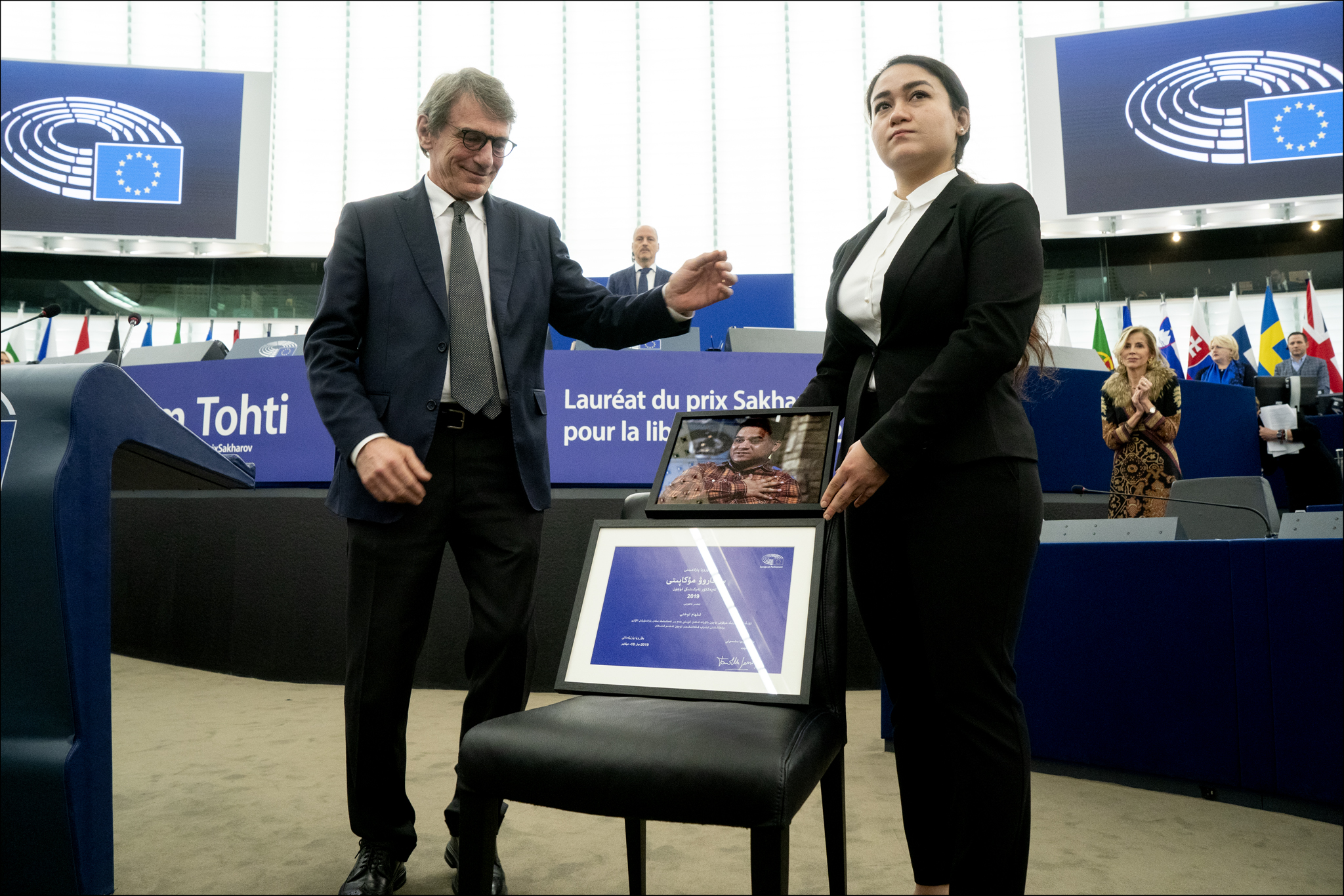
Jewher Ilham recebe o Prémio Sakharov 2019 em nome do seu pai das mãos de David Sassoli, Presidente do Parlamento Europeu

Em setembro de 2016 foi nomeado para o Prémio Sakharov para a Liberdade de Pensamento e no mês seguinte foi declarado vencedor do Prémio Martin Ennals para Defensores dos Direitos Humanos. A fundação Martin Ennals citou Ilham por passar duas décadas tentando "promover o diálogo e a compreensão" entre a maioria chinesa han e os membros da maioria uigures muçulmanas de Sinquiao. “Ele rejeitou o separatismo e a violência e buscou a reconciliação com base no respeito pela cultura uigur, que tem sofrido repressão religiosa, cultural e política”, acrescentaram.
Em setembro de 2019, o Conselho da Europa concedeu em conjunto o Prêmio Václav Havel de Direitos Humanos 2019 a Ilham Tohti e a Iniciativa Juvenil pelos Direitos Humanos. Enver Can, da Ilham Tohti Initiative, recebeu o prêmio em seu nome.
Em outubro de 2019, Ilham Tohti recebeu o Prémio Sakharov 2019 para a Liberdade de Pensamento do Parlamento Europeu.
Ele foi destaque na edição de 2021 do The Muslim 500: The World 500 Most Influential Muslims, que o nomeou Homem do Ano.